# Viscount Leverhulme

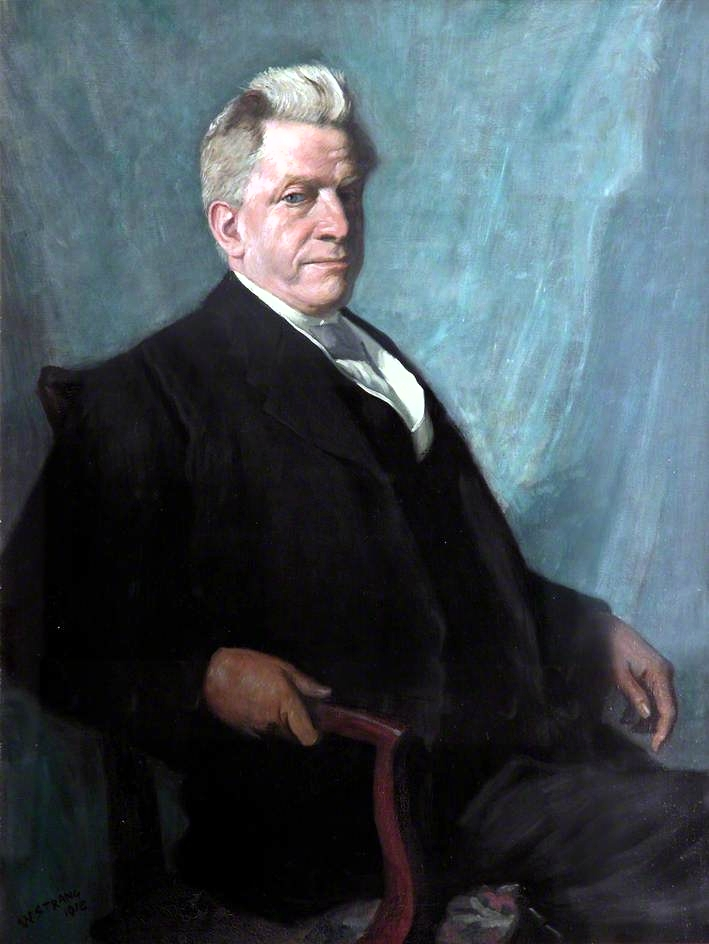
William Lever, 1. Viscount Leverhulme

Viscount Leverhulme, of The Western Isles in the Counties of Inverness and Ross and Cromarty, war ein erblicher Adelstitel der Peerage of the United Kingdom.
Die Namensgebung des Titels bezieht sich auf den Nachnamen des ersten Titelinhabers Lever und den Geburtsnamen seiner Gattin Hulme.

## Verleihung und nachgeordnete Titel
Der Titel wurde am 27. November 1922 für den Industriellen und Politiker William Lever, 1. Baron Leverhulme, geschaffen.
Ihm waren bereits am 6. Juli 1911 in der Baronetage of the United Kingdom der Titel Baronet, of Thornton Manor in the parish of Thornton Hough in the County of Chester, und am 21. Juni 1917 in der Peerage of the United Kingdom, der Titel Baron Leverhulme, of Bolton-le-Moors in the County Palatine of Lancaster, verliehen worden, die fortan als nachgeordnete Titel des jeweiligen Viscounts geführt wurden.
Die Titel erloschen beim Tod seines Enkels, des 3. Viscounts am 30. Juni 2000, da dieser drei Töchter, aber keinen Sohn hinterließ.

## Liste der Viscounts Leverhulme (1922)
- William Lever, 1. Viscount Leverhulme (1851–1925)
- William Lever, 2. Viscount Leverhulme (1888–1949)
- Philip Lever, 3. Viscount Leverhulme (1915–2000)